# Tuiskukivalon Närheikkö
Tuiskukivalon Närheikkö este o arie protejată (arie specială de conservare — SAC, sit de importanță comunitară — SCI) din Finlanda întinsă pe o suprafață de 716 ha, integral pe uscat.

## Localizare
Centrul sitului Tuiskukivalon Närheikkö este situat la coordonatele 66°11′05″N 25°52′55″E / 66.1847°N 25.8819°E.

## Înființare
Situl Tuiskukivalon Närheikkö a fost declarat sit de importanță comunitară în august 1998 pentru a proteja 2 specii de plante și 1 specie de animale. Situl a fost protejat și ca arie specială de conservare în aprilie 2015.

## Biodiversitate
Situată în ecoregiunea boreală, aria protejată conține 5 habitate naturale: Mlaștini alcaline, Turbării Aapa, Taiga vestică, Păduri fino-scandinave bogate în ierburi cu Picea abies, Mlaștini împădurite.
La baza desemnării sitului se află mai multe specii protejate:
- plante (2): Hamatocaulis vernicosus, Ranunculus lapponicus
- nevertebrate (1): Stephanopachys substriatus

Pe lângă speciile protejate, pe teritoriul sitului au mai fost identificate 3 specii de plante, 2 specii de păsări, 2 specii de nevertebrate.